# Julien Malland

Detalle de un grafiti de Julien Malland, en Bombay.

Julien Malland (París, 1972) es un autor de graffitis francés. También es escritor, editor, ilustrador y director de cine.

## Obras
- Kapital, (en colaboración con Gautier Bischoff) ed. Alternatives, 2000
- Globe-Painter, ed. Alternatives, 2007
- Tropical spray, ed. Alternatives, 2010